# Tosanoides
Tosanoides ist eine Gattung der Fahnenbarsche (Anthiadidae). Die Fische leben in Tiefen von 40 bis 150 Metern in Korallen- und Felsriffen im tropischen Pazifik von Japan über das Korallenmeer und Hawaii bis zur Osterinsel.

## Merkmale

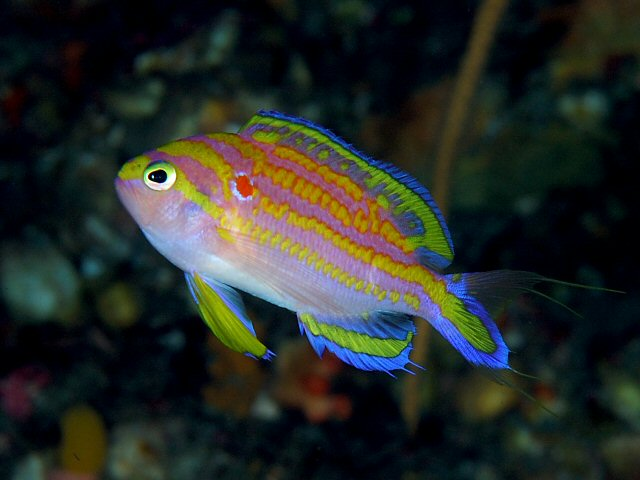
Tosanoides flavofasciatus

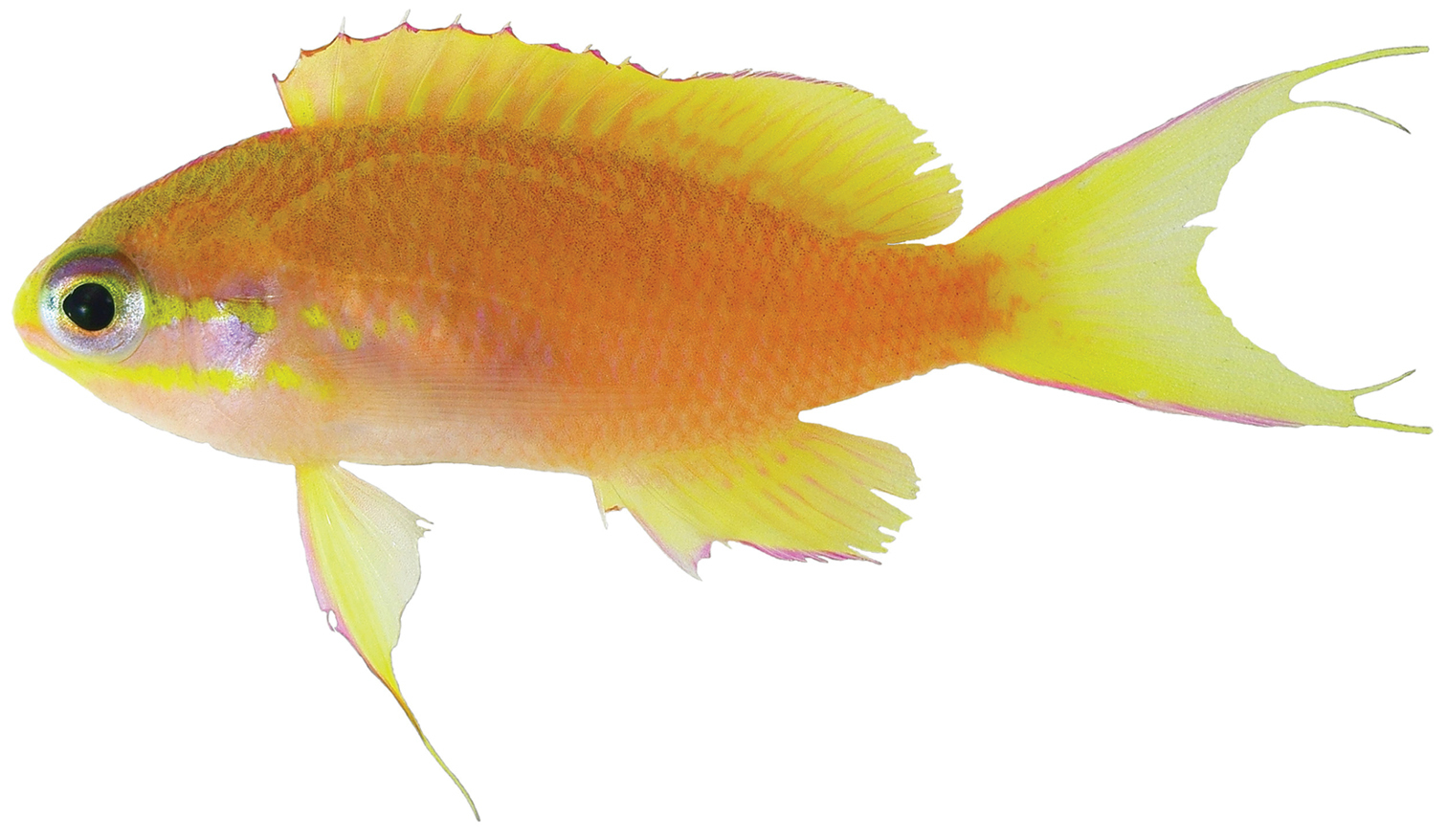
Tosanoides obama

Tosanoides-Arten werden 5 bis 10 cm lang und fallen durch ihre Farbigkeit mit orangen, gelben, rötlichen, blauen und violetten Farbanteilen auf. Der erste Flossenstrahl der Rückenflosse ist so lang wie der Durchmesser der Augen oder viel länger. Die Brustflossen sind länger als der Kopf.
- Flossenformel: Dorsale X/17; Anale III/8-9; Pectorale 13, Caudale 13.
- Schuppenformel: SL 31-32.
- Kiemenrechen: 8-10+24-26=34-35.

Mit den Fahnenbarschgattungen Serranocirrhitus und Dactylanthias teilt Tosanoides folgende Merkmale: ein länglicher Körper, alle Flossenstrahlen der Brustflossen sind unverzweigt, die Schwanzflosse ist halbmondförmig, die Seitenlinie bildet einen Winkel unterhalb der letzten Flossenstrahlen der Rückenflosse und der obere Rand des Präoperculums ist leicht gesägt. Tosanoides unterscheidet sich von Serranocirrhitus durch einen niedrigeren Körper, einen längeren ersten Rückenflossenstrahl und weniger Weichstrahlen in der Rückenflosse (17 vs. 18-20). Von Dactylanthias unterscheidet sich Tosanoides durch einen längeren ersten Rückenflossenstrahl, einen nicht vorstehenden Unterkiefer und weniger Brustflossenstrahlen (13 vs. 18). Von der nah verwandten Gattung Tosana unterscheidet sich Tosanoides durch einen höheren Körper, einen längeren ersten Rückenflossenstrahl, lange Brustflossen, die nur von unverzweigten Flossenstrahlen gestützt werden und drei Prädorsalknochen (Knochen vor der Rückenflosse). Tosana hat dagegen kurze Brustflossen, bei denen die mittleren Flossenstrahlen verzweigt sind und nur zwei Prädorsalknochen.

## Arten
Zurzeit (Februar 2019) besteht die Gattung aus sechs beschriebenen Arten:
- Tosanoides annepatrice Pyle et al., 2018[2]
- Tosanoides aphrodite Pinheiro, Rocha & Rocha, 2018[3]
- Tosanoides bennetti Allen & Walsh, 2019[4]
- Tosanoides filamentosus Kamohara, 1953
- Tosanoides flavofasciatus Katayama & Masuda, 1980
- Tosanoides obama Pyle, Greene & Kosaki, 2016

Pseudanthias fucinus (Randall & Ralston, 1985) teilt viele Merkmale mit Tosanoides und muss vielleicht in diese Gattung überführt werden. Außerdem ist noch eine unbeschriebene Art von der Osterinsel bekannt.

## Systematik
Die Gattung Tosanoides wurde im Jahr 1953 mit der Beschreibung von Tosanoides filamentosus eingeführt und war zunächst monotypisch. Mit der Beschreibung einer weiteren Art, Tosanoides flavofasciatus, wurde die Diagnose der Gattung erweitert. In den Jahren 2016 und 2018 wurden drei weitere Arten beschrieben.